# Zickenbach (Strem)
Der Zickenbach ist ein rund 22 km langer Zufluss zur Strem im Burgenland. Er durchfließt das sogenannte Zickentaler Moor und wird bei Güssing für intensive Teichwirtschaft genützt (60 ha Fischteichfläche).

## Name
Das Gewässer wurde in einer gefälschten Urkunde um 1230 (datiert auf das Jahr 1157) als „fluvius Zec“ erstmals schriftlich erwähnt. Der Name leitet sich vom ungarischen Wort szik für „Sumpf“ ab.

## Verlauf
Der Zickenbach entspringt südlich des Ortsteils Halmheu in Burgauberg-Neudauberg als Rohrer Bach und fließt dann in südöstlicher Richtung. Ab Rohr im Burgenland trägt er den Namen Zickenbach. Bei Rehgraben, im Gemeindegebiet von Gerersdorf-Sulz mündet der Rettenbach in den Zickenbach. Im weiteren Verlauf durchfließt er die Ortsteile Gerersdorf und Sulz und mündet westlich von Güssing in die Strem.

## Zickentaler Moor
Die Feuchtwiesen am Zickenbach zwischen den Orten Heugraben (kroatisch Žarnovica), Eisenhüttl (kroatisch Jezerjani) und Rohr im Burgenland wurden 1991 zum Naturschutzgebiet „Auwiesen Zickenbachtal“ erklärt (auch als „Rohrer Moor“ bezeichnet). Es handelt sich hierbei um ein Niedermoor; mit einer Fläche von 42 ha ist es das größte Niedermoorgebiet in Österreich.